# Сен-Леже-де-Линьер
Сен-Леже-де-Линьер (фр. Saint-Léger-de-Linières) — новая коммуна на западе Франции, регион Пеи-де-ла-Луар, департамент Мен и Луара, округ Анже, кантон Анже-3. Расположена в 9 км к западу от Анже. Через территорию коммуны проходит национальная автомагистраль N323.
Население (2020) — 3 749 человек.

## История
Коммуна образована 1 января 2019 года путем слияния коммун Сен-Жан-де-Линьер и Сен-Леже-де-Буа. Центром коммуны является Сен-Леже-де-Буа. От него к новой коммуне перешли почтовый индекс и код INSEE. На картах в качестве координат Сен-Леже-де-Линьера указываются координаты Сен-Леже-де-Буа.

## Достопримечательности
- Церковь Святого Леже XIX века

## Экономика
Структура занятости населения:
- сельское хозяйство — 4,4 %
- промышленность — 6,7 %
- строительство — 11,9 %
- торговля, транспорт и сфера услуг — 59,6 %
- государственные и муниципальные службы — 17,4 %

Уровень безработицы (2019) — 8,0 % (Франция в целом — 12,9 %, департамент Мен и Луара— 11,9 %). 

Среднегодовой доход на 1 человека, евро (2020) — 25 490 (Франция в целом — 22 400, департамент Мен и Луара — 21 790).

## Демография
Динамика численности населения, чел.

## Администрация
Пост мэра Сен-Леже-де-Линьера с 2019 года занимает Франк Покен (Franck Poquin), член Совета департамента Мен и Лура от кантона Анже-3. На муниципальных выборах 2020 года возглавляемый им независимый список одержал победу в 1-м туре, получив 60,39 % голосов.
| Период | Период | Фамилия     | Партия                  | Примечания                                                    |
| ------ | ------ | ----------- | ----------------------- | ------------------------------------------------------------- |
| 2019   |        | Франк Покен | Разные правые Горизонты | учитель, член Совета департамента, бывший мэр Сен-Леже-де-Буа |